# Moi et l'autre
Moi et l'autre (ou Moi… et l'autre) est une série télévisée québécoise en 187 épisodes de 25 minutes en couleurs créée par Roger Garand et Gilles Richer, réalisée par Jean Bissonnette et diffusée entre le 11 octobre 1966 au 31 août 1971 à la Télévision de Radio-Canada.
Une suite de la série a été présentée en 39 épisodes de 25 minutes entre le 6 septembre 1995 et le 23 avril 1997 à Radio-Canada. Les textes étaient de Denise Filiatrault, la distribution était la même qu'en 1966, sauf pour Jean-Paul Dugas, absent dans ce retour et pour Réal Béland décédé depuis quelques années avant la diffusion des nouveaux épisodes. Martin Drainville incarnait alors Gustave Jr.
Moi et l'autre a été la première émission diffusée en couleurs à Radio-Canada.

## Synopsis
Denise Létourneau et Dominique André, deux colocataires et deux très bonnes amies, demeurent dans un immeuble à appartements à Montréal. Elles y vivent de folles aventures, souvent initiées par Denise.

## Distribution
- Denise Filiatrault : Denise Létourneau
- Dominique Michel : Dominique André
- Roger Joubert : M. Jean-Paul Lavigueur, gérant du building
- Réal Béland : Gustave Landreville[4], concierge
- Jean-Paul Dugas[5] : François Dupuis, conjoint de Dominique (saisons 1969-1970 et 1970-1971)

## Épisodes

### À propos des titres des épisodes
Les épisodes ne comportent pas de titre faisant partie de l'épisode comme il peut se produire dans d'autres séries (notamment, Les Belles Histoires des pays d'en haut). Il arrive qu'un même épisode soit connu sous plus d'un titre. Il est possible que ce titre ou ces titres proviennent du texte du scénario original, d'un choix du directeur de la programmation, du responsable du télé-horaire, etc. Quoi qu'il en soit, lorsque connu, les différents titres pour un épisode donné sont indiqués.

## Équipe technique
- Réalisateur : Jean Bissonnette
- Idée originale et auteur principal : Gilles Richer
- Coauteurs : Denise Filiatrault et Dominique Michel[59], Gil Courtemanche, Gilles Gougeon, Roger Garand et Gérald Tassé
- Musique : Roger Joubert a écrit le thème musical[60] et l'interprétait.
- Directeur technique : Guy Desmarais

### Costumes et décors
- Yvon Duhaime[61] est le créateur des toilettes de Denise Filiatrault et Dominique Michel.

- Madeleine Quévillon, propriétaire de la boutique Elle, habillait également Denise Filiatrault et Dominique Michel[62].

- Nicolas Sollogoub et Jean-Marc Hébert étaient les décorateurs de l'émission[63].

- Normand Hudon a imaginé l'ouverture de l'émission en dessins animés[64]. Il a également dessiné la pochette du disque Moi… et l'autre de Gilles Richer à la Comédie-Canadienne.

## Apparitions
Extrait de l'autobiographie de Janine Sutto: « Le 14 mars [1967], elle [Janine Sutto] fait sa première apparition dans la série Moi et l'autre, de Gilles Richer, dans le rôle de la mère de Dominique. »
Dans l'épisode « C’est Noël » diffusé le 22 décembre 1970, Rose Ouellette joue le rôle de la grand-mère de Dominique.
Dans les épisodes « Échange de cadeaux » et « Le Blind date », Andrée Basilières joue le rôle de la mère de Denise.
Dans son autobiographie, Dominique Michel, mentionne un épisode que nous n'avons pas pu recenser dans le télé-horaire Ici Radio-Canada : « Le feu est pris dans le building, l'ascenseur s'ouvre et les pompiers au lieu d'arroser le feu se retournent brusquement et arrosent les deux filles [Denise et Dominique] qui sortent de l'ascenseur ». L'un des pompiers est personnifié par Claude Michaud.
Maurice Herzog, le célèbre alpiniste et explorateur français fait une courte apparition dans un épisode.
Denyse Émond, du duo Ti-Gus et Ti-Mousse, fait partie d'un épisode dans le rôle de l'amoureuse de Gustave.
Jean-Guy Moreau et Raymond Lévesque apparaissent dans « La carabine ».

## Hommages
Dans le cadre du Bye Bye 1991, Dominique Michel et Denise Filiatrault font un sketch intitulé Rien à Déclarer dans lequel elles réussissent à berner un douanier (Patrice L'Écuyer) en important des vêtements. À la fin du sketch, on entend l'air de Moi et l'autre.

## Discographie
45 tours de 7 pouces
Moi… et l'autre, Denise Filiatrault et Dominique Michel, Face A: Y'a du Soleil (2:27) et Face B: Laid' comm' qu'a l'est (2:45), Étiquette Jupiter, JP-1143. Vers 1968-1969.
33 tours de 12 pouces
Moi… et l'autre, Dominique Michel et Denise Filiatrault, pistes: Le Cid (16:12) avec Benoit Marleau; Scandale chez les artistes (4:30); Les Chansonniers (8:02); Histoires (2:45); Les petites filles (12:30) avec Donald Lautrec. Étiquette Jupiter, JDY 7005. Vers 1968-1969.
Moi… et l'autre de Gilles Richer à la Comédie-Canadienne, Dominique Michel et Denise Filiatrault, pistes: Face 1: 1. Ouverture (Dominique Michel, Denyse Filiatrault, Roger Joubert et Réal Béland. On entend également la voix (possiblement un enregistrement durant le spectacle) de Gratien Gélinas); 2. Ça fait pas sérieux (distribution complète); 3. Loge (Gilbert Chénier et Yvonne Laflamme); Monologue H.F.C. (Réal Béland); 5. La pilule (Réal Béland et Roger Joubert); Face 2: 1. Les greffes (distribution complète); 2. Les commères,(Dominique Michel et Denyse Filiatrault); 3. Reprise "Ça fait pas sérieux" (distribution complète), Étiquette Jupiter, YDS 8027. Vers 1969-1970.

## Vidéographie

### VHS
Moi… et l'autre. 2 coffrets en 6 vidéocassettes (env. 540 min). 18 épisodes (repris entièrement dans le coffret DVD de 2009) Imavision 21. 1997.
Cassette 1 : Concours d'amateur / La cartomancienne / Le couvent
Cassette 2 : France-Indien / Échange de vaisselle (L'échange de cadeaux) / Boîte aux lettres
Cassette 3 : Charles Aznavour / L'époque 1900 / Conférence sur le rire
Cassette 4 : Peine d'amour (Denise au couvent) / Citoyenneté de Lavigueur / Le train
Cassette 5 : 1955-1968/ L'accident de ski/ Le restaurant
Cassette 6 : Le bateau / Le pensionnaire / L'amie de Denise

### DVD
Moi… et l'autre à son meilleur. Radio-Canada et Imavision, 2009
Disque 1 : 1. L'espagnol ; 2. Concours de petites filles ; 3. La cartomancienne ; 4. Le couvent ; 5. France-indien ; 6. Boîte aux lettres ; 7. L'échange de cadeaux.
Disque 2 : 8. Charles Aznavour ; 9. La partie de boxe ; 10. Époque 1900 ; 11. Conférence sur le rire; 12. Denise au couvent ; 13. La citoyenneté canadienne ; 14. Le train.
Disque 3 : 15. 1955-1968 ; 16. Accident de ski ; 17. Le restaurant ; 18. L'enterrement ; 19. Lysistrata (Noël) ; 20. L'amie de Denise.
Disque 4 : 21. La Patinoire ; 22. La Saint-Valentin ; 23. Le bateau ; 24. Le chien Macaire ; 25. La pensionnaire ; 26. La fin.
Disponible en magasin depuis le 24 novembre 2009